# Хималајски горал
Хималајски горал (лат. Naemorhedus goral) је сисар из реда папкара (Artiodactyla) и породице шупљорогих говеда (Bovidae).

## Распрострањење
Хималајски горал је присутан у Бутану, Индији, Кини, Непалу и Пакистану.

## Станиште
Хималајски горал има станиште у планинским подручјима.

## Начин живота
Хималајски горал настањује стрма планинска подручја. Горали се сакривају у шумама, мањим рупама у камењару и испод камених лукова. Највише су активни у рано јутро и касно увече, али могу бити стално активни ако је дан облачан. Подручје групе Горала је око 40 хектара. Мужјаци покривају територију од 22-25 хектара током сезоне парења. Исхрана укључује траве, лишће, гранчице, воће и орахе. Женке окоте једно младунче. Дужина живота достиже 15 година.

## Угроженост
Ова врста је на нижем степену опасности од изумирања, и сматра се скоро угроженим таксоном.

### Популациони тренд
Популација ове врсте се смањује, судећи по расположивим подацима.